# 2005 au Belize
Chronologie du Belize
- 2001
- 2002
- 2003
- 2004
- 2005
- 2006
- 2007
- 2008
- 2009

Cet article présente les faits marquants de l'année 2005 au Belize.

## Gouvernement
- Monarque : Élisabeth II
- Gouverneur général : Colville Young
- Premier ministre : Said Musa
- Vice-premier ministre : Johnny Briceño
- Ministère de l'Intérieur : Godfrey Smith[1]
- Ministre du Développement national : Assad Shoman[1]
- Ministre des Ressources naturelles : Johnny Briceño
- Ministre du Service Public : Jose Coye[1]
- Ministre des Communications : Vildo Marin[1]
- Ministre de l'Éducation, de la Culture, de la Jeunesse et des Sports : Francis Fonseca[1]
- Ministre du Travail et du Développement rural : Marcial Mes[1]
- Ministre de l'Agriculture et de la Pêche : Michael Espat[1]
- Ministre de la Santé : Vildo Marin[1]
- Ministre du Développement humain et des Femmes : Sylvia Flores[1]
- Chef de l'opposition : Dean Barrow

## Évènements

### Non daté
- La Chambre des représentants passe de 29 à 31 sièges[2].

### Janvier
- 20 janvier : Mouvements civils

### Février
- 7 février : réouverture des écoles qui avaient été fermées en raison des manifestations de janvier[3].
- 10 février : mort du musicien Jose Nadir Leal, alias Leal-J, des suites de ses blessures dues à un accident de voiture[4].
- 16 février : l'écologiste Eloy Cuevas reçoit le prix James A. Waight de la Belize Audubon Society (en). Cuevas a été choisi pour son travail dans le développement et la promotion de pratiques de pêche durable[5].

### Mars
- 17 mars : le pays fait face à une coupure d'électricité générale de presque deux heures en début de soirée en raison d'un sabotage sur la ligne principale acheminant l'électricité du Mexique[6].

### Avril
- 1er avril : la Regent et la F&G, deux grosses compagnies d'assurance béliziennes, fusionnent pour devenir la RFG Insurance[7].
- 4 avril : la Atlantic Bank met en place le premier système de paiement en ligne et la Belize Electricity Limited est la première entreprise à accepter ce type de paiement[8].
- 8 avril : l'ancien chef du gouvernement George Cadle Price reçoit le prix international José Martí (en) à la Havane[9],[10].
- 27 avril : la biologiste Nicole Auil gagne le Prix Whitley des Rivières et Zones humides pour son travail sur la conservation des lamantins[11].

### Mai
- 5 mai : ouverture d'un nouveau musée dans le district de Cayo : le Lucio Chief Memorial Museum[12].
- 6 mai : nommé par le président Bush, Robert Johan Dieter remplace Russel Freeman au poste d'ambassadeur des États-Unis au Belize[13].
- 30 mai : le Guatemala demande à nouveau l'avis de l'Organisation des États américains (OEA) sur ses revendications sur le territoire du Belize[14].

### Juin
- Saison cyclonique 2005 dans l'océan Atlantique nord.
- des réserves de pétrole sont découvertes dans le sol bélizien à Spanish Lookout[15],[16].
- 5 juin : le pays fait face à une coupure d'électricité générale de onze heures[17].
- 28 juin : mort de Odinga Lumumba au Belize, ancien proche du président Jerry Rawlings du Ghana[18].
- 29 juin :
  - le Belize signe l'accord de coopération énergétique PetroCaribe[19].
  - Vicente Fox, président mexicain, reçoit l'Ordre du Belize (en)[20] tandis que le premier ministre Said Musa reçoit l'Ordre de l'Aigle[21].

### Juillet
- 20 juillet : une épidémie de dengue dans le district de Cayo pousse le Ministère de la Santé à intervenir en organisant une campagne de destruction de moustiques, vecteur de la maladie[22].
- 28 juillet : signature d'un contrat de 40 millions de dollar bélizien pour agrandir l'aéroport international Philip Goldson[23].

### Août
- 5 août : Les États-Unis et le Belize signent un accord permettant aux autorités des deux pays de fouiller mutuellement leurs navires à la recherche d'armes de destruction massive[24].
- 18 août : Le gouvernement britannique annonce un allègement de la dette du Belize dans le cadre du Commonwealth Debt Initiative. Le montant d'environ 5 millions de dollar bélizien devra être utilisé pour réduire la pauvreté dans le pays[25].
- 31 août : le tout premier accord commercial est signé entre le Belize et le Guatemala. L'accord permet l'accès à un certain nombre de marchandises, ainsi qu'à une meilleure protection et promotion des investissements transfrontaliers[26].

### Septembre
- la construction du barrage Chalillo, sur la rivière Macal dans le district de Cayo, est terminée[27].
- 6 septembre : le Belize offre son aide à la Louisiane lourdement touchée par l'ouragan Katrina[28].
- 7 septembre : le Belize, le Guatemala et l’OEA signent un document engageant les parties à éviter les conflits ou incidents sur le terrain susceptibles de créer des tensions entre elles[29],[30].
- 21 septembre : Fête nationale.

### Octobre
- 3 octobre : le gouvernement rachète et renationalise la seule compagnie d'eau du pays. La compagnie  Belize Water Services Limited avait été privatisée en 2001 et renommée CASCAL[31].
- 19 octobre : le pays est touché par l'ouragan Wilma.

### Novembre
- 28 novembre :
  - création de la Belize Coast Guard (en)[32].
  - diffusion de la série Noh Matta Wat! (en). La série est entièrement produite et réalisée au Belize. Ce type de programme, 100% bélizien, reste rare dans le pays[33].

### Décembre
- 4 décembre : fondation du parti politique Vision Inspired by the People (en).
- 16 décembre : le Protected Areas Conservation Trust (« Fonds de conservation des zones protégées ») distribue 2 millions de dollars à diverses associations et organismes environnementalistes. Les deux premières étant l'université du Belize (en) et la Belize Audubon Society[34].

## Sport
- Le Football Club Belize est fondé.

## Décès
- 10 février : Jose Nadir Leal, musicien.
- 28 juin : Odinga Lumumba, personnalité politique.